# سوفیا (ماداگاسکار)
سوفیا (Sofia) یکی از ۲۲ منطقه کشور ماداگاسکار است.

## ناحیه ها
منطقه سوفیا از ۷ ناحیه تشکیل شده است:
- آنالالاوا (Analalava)
- آنتسوهیهی (Antsohihy)
- بئالانانا (Bealanana)
- بفاندریانا-نورد (Befandriana-Nord)
- بوریزینی (Boriziny)
- مامپیکونی (Mampikony)
- ماندریتسارا (Mandritsara)